# Баратов, Николай Николаевич

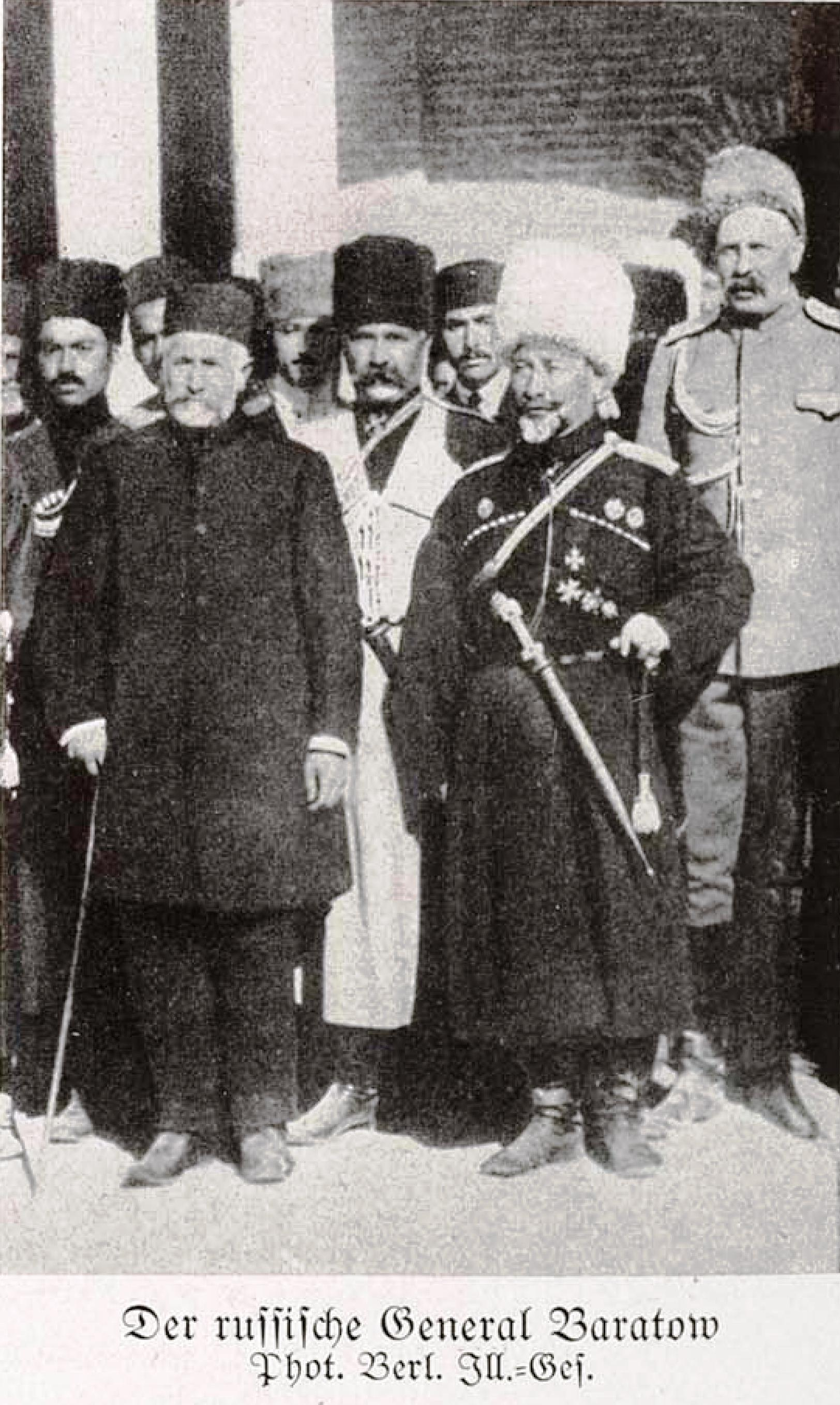
Н. Н. Баратов и Мохаммад Вали-хан Толекабони на Кавказском фронте

Николай Николаевич Баратов (20 января [1 февраля] 1865, Владикавказ, Терская область — 22 марта 1932, Париж) — русский военачальник первой мировой войны, генерал от кавалерии (1917).

## Биография
Из дворян Терского казачьего войска грузинского происхождения (настоящая фамилия — Бараташвили).
Образование получил во Владикавказском реальном училище. На действительную службу поступил 1 сентября 1882 года. Окончил 2-е Константиновское военное училище и Николаевское инженерное училище (1885). Выпущен хорунжим в 1-й Сунженско-Владикавказский полк Терского казачьего войска. 31 декабря 1885 года произведен в сотники, 8 октября 1887-го — в подъесаулы.
В 1891 году окончил Николаевскую академию Генерального штаба по первому разряду. За отличие произведен в есаулы. Лагерный сбор отбывал при войсках Кавказского военного округа. Состоял при Одесском военном округе.
С 26 ноября 1891 года — старший адъютант штаба 13-й пехотной дивизии. С 28 апреля 1892 года — обер-офицер для поручений при командующем войсками Кавказского военного округа. Цензовое командование эскадроном отбывал в 45-м драгунском Северском полку (04.10.1893 — 04.10.1894). Был прикомандирован к Ставропольскому казачьему юнкерскому училищу для преподавания военных наук (18.07.1895-11.09.1897). Подполковник (ст. 24.03.1896). С 11 сентября 1897 — штаб-офицер при управлении 65-й пехотной (бывшей 1-й Кавказской пехотной) резервной бригады. Для ознакомления с общими требованиями управления и ведения хозяйства в кавалерийском полку был прикомандирован к 27-му драгунскому Киевскому полку (23.04-01.11.1900). Полковник (пр. 1900; ст. 07.08.1900; за отличие).
С 29 марта 1901 года — командир 1-го Сунженско-Владикавказского полка. Участник Русско-японской войны. За боевые отличия награждён золотым оружием (1905). Начальник штаба Сводного кавалерийского корпуса (14.08.1905-17.03.1906). В 1906 году произведен в генерал-майоры за отличие.
С 1 июля 1907 года — начальник штаба 2-го Кавказского армейского корпуса. Генерал-лейтенант (пр. 1912; ст. 26.11.1912; за отличие).

### Первая мировая война
С 26 ноября 1912 года — начальник 1-й Кавказской казачьей дивизии, с которой вступил в войну. Отличился в июльской операции 1915 года С октября 1915 года — командующий отдельным экспедиционным корпусом в Персии (1-я Кавказская казачья и Кавказская кавалерийская дивизии; около 14 тысяч человек при 38 орудиях), имевшим задачей противодействие прогерманским силам в Персии (во главе с Георгом фон Кауницем) и соединение с английскими войсками. Погрузившись на транспортные суда в Баку, 17 октября 1915 года генерал Баратов высадился в Энзели. Начав незамедлительно наступление вглубь Персии, известное в истории как Хамаданская операция, 3 декабря 1915 года русские войска генерала Баратова заняли древнюю столицу Персии — Хамадан, — образовав базу для дальнейшего продвижения в глубь Ирана. Германский эмиссар граф Кауниц погиб в одной из стычек. С занятием Кума и Керманшаха русские отрезали Иран от турецкой Месопотамии. Таким образом, русский экспедиционный корпус, выбив противника из Ирана, перевёл страну под контроль держав стран Антанты. 28 апреля 1916 года корпус переименован в Кавказский кавалерийский корпус (с февраля 1917 года — 1-й Кавказский кавалерийский корпус). Во главе корпуса весной 1917 года активно действовал на Иракско-Персидском ТВД.
С 24 марта 1917 года — главный начальник снабжений Кавказского фронта и главный начальник Кавказского военного округа. 25 мая 1917 года — назначен командиром 5-го Кавказского армейского корпуса, находившегося в составе Кавказской армии, но уже 7 июля был возвращён на пост командующего Кавказским кавалерийским корпусом в Персии. Попытка возобновить наступление корпуса летом 1917 года окончилась неудачей как из-за начавшегося развала русской армии и сопряженного с ним кризиса снабжения, так и из-за противодействия командования британских войск в Месопотамии, боявшегося появления русских у тамошних нефтяных месторождений. 8 сентября 1917 года произведён в генералы от кавалерии. После Октябрьской революции боевые действия на Кавказе и в Персии были прекращены, в корпусе началось массовое дезертирство с фронта в Россию. Расформировал корпус в начале 1918 года.

### Гражданская война
После Октябрьской революции несколько месяцев жил в Индии, а затем присоединился к белому движению. С августа 1918 года — представитель Добровольческой армии и Вооруженных сил Юга России генерала А. И. Деникина при правительстве Грузии (Тифлис). На него было подготовлено покушение большевистским Кавкрайкомом РКП(б): 13 сентября 1919 года в Тифлисе на Верийском спуске руководитель группы Тите Лордкипанидзе бросил бомбу в автомобиль генерала, Баратов был тяжело ранен (ампутирована нога), адъютант и шофёр погибли при взрыве. В марте-апреле 1920 года — управляющий Министерством иностранных дел в Южнорусском правительстве Н. М. Мельникова. С апреля 1920 года состоял в резерве чинов при Военном управлении ВСЮР и Русской армии генерала П. Н. Врангеля.

### В эмиграции
Жил в эмиграции во Франции. Один из организаторов Союза инвалидов. С 1920 года и до самой смерти занимал пост председателя Зарубежного союза русских военных инвалидов. С 1927 года - председатель Главного правления комитета «Для русского инвалида» в Париже. В 1931—1932 годах главный редактор газеты «Русский инвалид». Одновременно, с 1931 года, — председатель Союза офицеров Кавказской армии.
Похоронен на русском кладбище в Сент-Женевьев-де-Буа.

## Воинские звания
- Хорунжий (08.08.1883)[6]
- Сотник (31.12.1885)
- Подъесаул (08.10.1888)
- Есаул (22.05.1891)
- Подполковник (24.03.1896)
- Полковник (07.08.1900)
- Генерал-майор (18.05.1906)
- Генерал-лейтенант (26.11.1912)
- Генерал от кавалерии (08.09.1917)

## Награды
российские:
- Орден Святого Станислава III степени (1893)
- Орден Святой Анны III степени (1895)
- Орден Святого Станислава II степени (1898)
- Орден Святой Анны II степени (1904)
- Золотое оружие «За храбрость» (1905)
- Мечи к Ордену Святой Анны II степени (1906)
- Орден Святого Владимира IV степени с мечами и бантом (1906)
- Орден Святого Владимира III степени (06.12.1909)
- Орден Святого Станислава I степени (06.12.1912).
- Орден Святого Георгия IV степени (ВП 15.10.1916) — за успешные действия в июле 1915 года в районе горного хребта Агридаг.

иностранные:
- Бухарский Орден Благородной Бухары 3-й ст. (1896)
- Персидский Орден Льва и Солнца 2-й ст. (1903)
- Портрет персидского шаха украшенный бриллиантами на ленте (1915)
- Французский Орден Почетного Легиона, великий офицер (1916)
- Британский Орден Бани